# Wołoskowola (gmina)
Wołoskowola (do 1927 Turno; od 1973 Sosnowica i Stary Brus) – dawna gmina wiejska istniejąca w latach 1927–1954 na Lubelszczyźnie. Siedzibami gminy były: w latach 1927–1947 Wołoskowola, a w latach 1947–54 Sosnowica.
Turno (gmina) z siedzibą w Turnie powstała w 1867 roku w Królestwie Kongresowym a po jego podziale na powiaty i gminy z początkiem 1867 roku weszła w skład w powiatu włodawskiego w guberni lubelskiej (w latach 1912–1915 jako część guberni chełmskiej). W 1919 roku gmina weszła w skład woj. lubelskiego. W Słowniku geograficznym Królestwa Polskiego jest pewna rozbieżność (stan na rok 1879): Gmina Wołoskowola (późniejsza nazwa gminy Turno) wymieniona jest obok gminy Turna jako jedna z 15 gmin powiatu włodawskiego. Może to być pomyłką ponieważ w haśle om Woli Wołoskiej podana jest przynależność do gminy Turno.
20 sierpnia 1927 roku siedzibę gminy przeniesiono z Turna do Wołoskowoli a gminę przemianowano na Wołoskowola.
Podczas okupacji gmina należała do dystryktu lubelskiego (w Generalnym Gubernatorstwie). W 1943 roku w skład gminy Wołoskowola wchodziły: Bohutyn, Bruss, Dębina, Górki, Hola, Kamień, Kropiwki, Lasek Bruski, Marianka, Mościska, Nowiny, Olchówka, Pieszowola, Pieszowola dwór, Skorodnica, Sosnowica, Sosnowica dwór, Szmokotówka, Turno, Walerianów, Wołoskowola, Zamołodycze, Zamołodycze kol..
Według stanu z dnia 1 lipca 1952 roku gmina Wołoskowola składała się z 22 gromad. Jednostka została zniesiona 29 września 1954 roku wraz z reformą wprowadzającą gromady w miejsce gmin. Po reaktywowaniu gmin z dniem 1 stycznia 1973 roku gminy Wołoskowola nie przywrócono, utworzono natomiast z jej dawnego obszaru dwie nowe gminy: Sosnowica i Stary Brus.